# Abdul Malik bin Sa'ud Al Sa'ud
Abdul Malik bin Saʿūd Āl Saʿūd (in arabo عبد الملك بن سعود بن عبد العزيز آل سعود‎?; Riyad, 1953 – 12 novembre 2005) è stato un principe e filantropo saudita, membro della famiglia reale Āl Saʿūd.

## Biografia
Il principe Abdul Malik è nato a Riad nel 1953 ed era figlio di re Sa'ud. Sua madre era Jamila bint Assad bin Ibrahim al-Mirhi. Ha passato l'infanzia in Libano e a Londra. Dopo la laurea, conseguita presso l'Università americana di Beirut, è tornato nel Regno Unito.
In patria ha lavorato per l'Organizzazione Internazionale del Soccorso Islamico, curando i progetti a favore degli orfani di Gedda.
Abdul Malik bin Sa'ud è morto la mattina del 12 novembre 2005 ed è stato sepolto nel cimitero al-Adl di La Mecca.

## Vita personale
Il principe era sposato e aveva due figli, Layli e Al Walid.